# Ophiorrhiza trichocarpos
Ophiorrhiza trichocarpos är en måreväxtart som beskrevs av Carl Ludwig von Blume. Ophiorrhiza trichocarpos ingår i släktet Ophiorrhiza och familjen måreväxter. Inga underarter finns listade i Catalogue of Life.